# Bradshaw (Virgínia de l'Oest)
Bradshaw és una població dels Estats Units a l'estat de Virgínia de l'Oest. Segons el cens del 2000 tenia 289 habitants.

## Demografia
Segons el cens del 2000, Bradshaw tenia 289 habitants, 135 habitatges, i 83 famílies. La densitat de població era de 139,5 habitants per km².
Dels 135 habitatges en un 22,2% hi vivien nens de menys de 18 anys, en un 45,2% hi vivien parelles casades, en un 13,3% dones solteres, i en un 38,5% no eren unitats familiars. En el 36,3% dels habitatges hi vivien persones soles el 14,1% de les quals corresponia a persones de 65 anys o més que vivien soles. El nombre mitjà de persones vivint en cada habitatge era de 2,14 i el nombre mitjà de persones que vivien en cada família era de 2,77.
Per edats la població es repartia de la següent manera: un 20,8% tenia menys de 18 anys, un 8,3% entre 18 i 24, un 27,7% entre 25 i 44, un 28,4% de 45 a 60 i un 14,9% 65 anys o més.
L'edat mediana era de 41 anys. Per cada 100 dones de 18 o més anys hi havia 80,3 homes.
La renda mediana per habitatge era de 12.083 $ i la renda mediana per família de 14.750 $. Els homes tenien una renda mediana de 35.625 $ mentre que les dones 25.625 $. La renda per capita de la població era de 9.458 $. Entorn del 43,7% de les famílies i el 54,9% de la població estaven per davall del llindar de pobresa.

## Poblacions més properes
El següent diagrama mostra les poblacions més properes.